# 다시 돌아온 그대 위해
《다시 돌아온 그대 위해》은 1997년 9월 발표된 대한민국의 음악가 유재하의 추모 음반이다. 유재하의 영향권 아래 성장한 이름있는 후배 음악인들이 선뜻 참여하여 추모의 마음을 함께 했다. 9월 말 나온 이후 몇 주 지나지 않아 타워레코드 집계 가요 음반 판매 순위 2위에 당당히 오르는 인기를 얻었다. 이소라, 신해철, 유영석, 더 클래식, 이적, 일기예보, 베이시스, 전람회, 한동준, 손무현, 여행스케치, 조규찬, 고찬용, 권혁진, 나원주 등이 그가 세상에 남긴 노래들을 돌아가며 불렀으며, 음반 마지막 트랙에는 조용필, 이문세, 송홍섭, 한영애, 봄여름가을겨울(김종진.전태관), 빛과 소금(박성식.장기호), 조동진, 색소폰연주자 이정식 등이 짤막한 추모사를 집어넣었다.
김현철은 그를 떠나보낸 지 10년이 되어 이 음반을 진두지휘하여 그를 기렸다. 생전에 다른 가수들의 입을 통해 불렸던 〈그대와 영원히〉(이문세 3집), 〈비애〉(한영애 2집) 등을 각각 이소라, 한동준에게 나눠줌으로써 이 노래의 감성을 최대치로 끌어올렸으며, 특히 지금도 리메이크의 수작으로 꼽히는 고찬용의 〈우울한 편지〉 역시 그의 유연한 작가정신과 탁월한 조탁감각에서 나왔다. 트리뷰트의 붐에 휩쓸려 단발성 이벤트로 남는 걸 원하지 않았던 그들은 이 음반에서 트리뷰트, 헌정이라는 표현을 최대한 자제했고 단지 추모앨범이라는 순수한 의도로 남겨지기만을 원했다.

## 곡 목록
전체 작사·작곡: 유재하(전체 편곡: 김현철, 유희열)
| #   | 제목                       | 아티스트             | 재생 시간 |
| --- | -------------------------- | -------------------- | --------- |
| 1.  | 〈다시 돌아온 그대 위해〉  | 다양한 아티스트      | 4:08      |
| 2.  | 〈지난날〉                 | 유영석               | 4:29      |
| 3.  | 〈그대 내 품에〉           | 나원주               | 4:59      |
| 4.  | 〈텅빈 오늘밤〉            | 신해철               | 4:29      |
| 5.  | 〈내 마음에 비친 내 모습〉 | The Classic          | 4:46      |
| 6.  | 〈가리워진 길〉            | 여행스케치, 일기예보 | 3:48      |
| 7.  | 〈우울한 편지〉            | 고찬용               | 4:32      |
| 8.  | 〈우리들의 사랑〉          | 이적, 정재형         | 4:43      |
| 9.  | 〈비애〉                   | 한동준, 권혁진       | 4:33      |
| 10. | 〈그대와 영원히〉          | 이소라               | 4:49      |
| 11. | 〈Minuet〉                 | 인공위성             | 1:59      |
| 12. | 〈사랑하기 때문에〉        | 조규찬               | 6:21      |
| 13. | 〈재하를 그리워 하며〉     | 다양한 아티스트      | 6:22      |